# Sumapaz (Bogota)
Sumapaz est le 20e district situé au sud et centre-sud de Bogota, la capitale de la Colombie. C'est un páramo protégé par le décret 2811 de 1874, montant jusqu'à 4 000 m d'altitude. Sa superficie est de 780,96 km2 et sa population de 2 478 habitants. Sa mairie est curieusement située très en dehors de Sumapaz.

## Histoire
Le Sumapaz dans les Chroniques de la Conquête de la Nouvelle-Grenade est mentionné comme la lande de Sutagaos depuis vécu là-bas et contrôlé le vaste territoire que le groupe autochtone. En dehors de ce peuple autochtone, connaître les noms des lieux Muisca correspondrait aujourd'hui à Nazareth et de Béthanie. Le premier des populations indigènes et la seconde appelés Fusungá Chisaque.
Dès la seconde moitié du XIXe siècle avec des récits de voyageurs, les naturalistes et les géographes, par exemple Azulioa Ramon Guerrero qui effectue un parcours à la recherche de forêts de quinquina. Cette référence est la plus précise des Finances Sumapaz, situé sur la rive droite Sumapaz, dans le village actuel de Concepcion, selon la carte développée par Guerra.
En 1930, un rapport par le ministère de l'Industrie, Hacienda de Sumapaz couvrant une superficie de 203,996 hectares, divisé en quatre ballons: Santa Rosa, San Juan, El Nevado Sumapaz anciens titres qui datent de 1791. Cette propriété est la plus importante dans toute la région de Sumapaz, outre le territoire actuel de la Ville 20, y compris de vastes étendues de terres à Cabrera et Gutierrez, département de Cundinamarca et de San Martin Cubarral et le canton de Meta.
Carlos Antonio Lis, le sénateur conservateur, porte-parole du Parti communiste Secretly Canadian.
Comme on le sait, depuis la seconde moitié du XIXe siècle, la colonisation de la région de Sumapaz acquis une dynamique intense et contradictoires. Dans les basses terres de Fusagasuga, Arbelaez, Tibacuy et Pandi, la colonisation a été stimulée par l'expansion des plantations de café. Dans les hautes terres, d'abord par la fièvre de la machine, puis l'expansion de l'élevage du bétail, la production de pommes de terre et de l'exploitation des forêts pour le bois destinés au marché Bogota.
Depuis la fin du XIXe siècle jusqu'au début des années 1940, la région fut le théâtre de Sumapaz nombreux et longs conflits entre locataires et des propriétaires fonciers, des colons, dans certains cas causés par le bail et dans d'autres par l'expansion des plantations sur les terres publiques occupées par des colons. Autour de conflit agraire a été la formation d'une organisation paysanne solide en 1928 sous la direction du programme Erasmus à Valence, élargi à toutes les régions et a adopté le nom de «Colonie Sumapaz Agricultural Society." Tout indique que la formation de cette société était l'impact notable de l'émission du décret 1110, juin 1928, par lequel le gouvernement de Miguel Mendez Abadia zone délimitée règlement comme un vaste territoire situé dans l'est du département de Tolima.
En 1933, l'une des trois sessions au cours desquelles la colonie a été divisé Sumapaz se composait de colons sur les Animas, Soupes, Pasca et Sumapaz Globe, toutes les terres sur lesquelles le Trésor régnait Sumapaz.
À la fin des années 1940, un certain nombre de colons avaient atteint la possession Sumapaz reconnaissance de leurs terres par le biais de l'attribution des terres publiques et la division de plusieurs domaines. Mais malheureusement, cet important processus de démocratisation de la propriété a été interrompu par la période longue et intense de la violence qui s'est déchaînée les événements du 9 avril 1948, connu dans la capitale et le Bogotazo. Pendant ce temps, les paysans ont subi des exactions graves par "chulavitas», comme le massacre de Pueblo Nuevo, en 1950, qui a conduit à la transformation de l'organisation paysanne de guérilla agraire, sous la direction de Juan de la Cruz Varela, qui avait alors décidé de adhérer au Parti communiste.
L'image de la guerre - Amnesty - Guerre arrêté l'élan de la colonisation de la région, a réduit les formes traditionnelles de la finance et l'économie au point mort le développement de certaines villes comme Nazareth, le phénomène de la présence de groupes armés, jusqu'à la fin les années 1990, quand il y avait la reprise de la zone par l'armée colombienne, devenant également un secteur important permet de surveiller les forces armées et la police métropolitaine, comme l'un des principaux domaines de l'accès au capital.
Tout au long de son histoire a traversé les conflits Sumapaz plusieurs. Entre 1928 et 1934, la province a été la victime des conflits entre propriétaires et paysans pour la propriété foncière. Dans le contexte de la violence étaient trois guerres: la première (1949-1953), qui a été organisé la résistance contre le harcèlement compesina communiste gouvernements libéral et conservateur de Mariano Ospina Pérez et Laureano Gomez. La seconde (1955-1957, dans lequel la résistance paysanne est réactivé pour faire face aux attaques par le gouvernement de Gustavo Rojas Pinilla contre le communisme dans la région (guerre de Villarrica). Le troisième (1960-1972), dans lequel les propriétaires et les patrons de la région, soutenus par les ex-guérilleros libérale, menant une offensive contre les leaders et les organisations communistes. "trous noirs" est le titre d'une histoire écrite par le Colombien Reyes Yolanda. raconte l'histoire d'un garçon dont les parents appartenaient à une organisation des agriculteurs et sont tués dans quelques-uns des conflits qui ont eu lieu dans la région de Sumapaz. L'histoire aborde la question de la guerre et la relation avec la jeune génération à vivre cette situation comme un héritage.

## Sites remarquables

### Parc national naturel de Sumapaz
Le parc national est situé dans Sumapaz Sumapaz, une heure de la ville de Bogota. Cette partie de la ville de Sumapaz faire partie de ce parc, il était seulement possible par l'article 1er du décret 2811 de 1974 du gouvernement.
Sumapaz National Park contient la plus grande étendue de nature sauvage dans l'écosystème mondial, la biodiversité est beaucoup plus grande, car elle utilise différentes zones climatiques allant de 1600 à 4 000 mètres. En tout, la lande est de 178 000 634 hectares.
Ce plateau est le berceau de plusieurs rivières dans la région de l'Orénoque et ses affluents multiples de la Magdalena. Il contient également de nombreux lacs et de grandes falaises qui sont des nids hydrographiques où les rivières sont originaires Cabrera, Sumapaz et Guape.
Pour accéder à ce parc, vous pouvez emprunter les itinéraires suivants:
Via Bogota - Usme - Sumapaz (1 heure et 30 minutes): De Bogota via Usme par la route non asphaltée en bon état est atteint Chisacá Lagoon, qui marque le début du parc, après 90 minutes en voiture » (31 km).
Via Bogota - Boqueron - Pandi - Venise - Cabrera - L'Union - Sumapaz (4 heures): Randonnée pédestre à travers le parc, le visiteur peut trouver des espèces telles que Curi, le condor, l'aigle royal, le cerf, le tapir lande l'ocelot et le puma.
Avec un chaud-froid-lande, avec une température allant de 2 °C à 19 °C, il est possible de trouver des espèces végétales comme le bambou nain et Frailejon.

## Localisation
La ville de Sumapaz couvre entièrement le quartier le plus sud au sud de la ville et en dehors des limites de la ville.
Le siège de la municipalité locale est dans la Calle 6 # 32e Av.-85, Veraguas centrale, dans les limites de la ville de Bogota.

### Extrémités
La ville de Sumapaz présente les limitations suivantes en vertu de l'Accord 9, 1986 du Conseil de district de la capitale:
- Nord: Dans l'Alto tunjos, le site Bocagrande, avec les villes de Usme et Ciudad Bolivar.
- Sud: Avec le haut de la tanière, avec le Gauteng et le département du Huila.
- Est: Dans le terrier Alto, Cundinamarca et Meta.
- Ouest: Avec le Haut des Roseaux et le ministère de Hula.

### Organisation administrative
L'organisation administrative de la Ville 20 Sumapaz, est déterminée par la conformation du conseil d'administration locale, le Fonds de Développement Local et le groupe du maire, dirigée par le maire local. Le siège administratif du maire est situé dans la zone sud urbain de la région de la Capitale.
Représentation juridique du Fonds, la gestion et de paiement des dépenses correspondent à des fonctions locales maire établies par le décret 698 du 8 novembre 1993 et 050 du 25 janvier 1994. Le maire actuel de la ville de Sumapaz est le Dr Jaramillo Reinere Chaverra Los Angeles.

## Données géographiques
Le Sumapaz City 20, est situé sur la cordillère orientale, entre 2 400 et 4 100 mètres d'altitude, où le Paramo de Sumapaz, considéré comme le plus grand dans le monde. Une extension du territoire est considérée comme réserve naturelle depuis 1977 par une résolution du INDERENA.
Le City 20 adjacente dans un sens anti-horaire, comme suit: partant au nord de la Laguna de Chizacá, vers le sud sur le divorce de l'eau à la source de la Pilar et en aval de trouver la rivière Sumapaz; remonte le courant à sa source dans le Haut de la tanière, frontière avec le département de Huila, puis continue en direction nord le long de la crête de la dorsale de trouver la colline enneigée, puis au nord pour trouver la source de la rivière Chochal au sommet de Torquita, puis se tourne à l'est de trouver de la Sierra Leone de Santa Barbara et plus tard, le Paramo del Gallo, un secteur de la naissance de la rivière du même nom, pour que la rivière en aval de la confluence du ruisseau et Réservoirs il a sa source; au nord est de la rivière Blanche et la recherche de la naissance de celui-ci est atteint à lamelles amont de la rivière Pit River confluent, qui est suivie à sa source dans le lieu appelé en Bocagrande Cauquillos lame, puis vers l'ouest et par le divorce de l'eau se rapproche du lac du point de départ Chizacá.
Dans le Sumapaz généré l'une des ressources en eau les plus importants de la Colombie qui font partie des bassins versants des rivières Magdalena et de l'Orénoque. Sans doute, la Sumapaz résultat aussi partie des réservoirs d'eau qui répondront à l'avenir de Bogota. Les 75,756 hectares de la ville de Sumapaz, avec ses 35,928 hectares de prairies, 25 017 de frailejonal et des prairies, des forêts naturelles 5402, 1856 et 106 de la tourbe lacs, en plus de ses 1 128 miles de rivières et de ruisseaux, forment un ensemble naturel qui répond un rôle important dans le cycle de l'eau, régulant ainsi les flux de la montagne, comme l'alimentation des réservoirs souterrains.
L'importance des écosystèmes de montagne est incontestable, ainsi que de fournir le bien-être et le logement pendant une bonne partie de la population humaine, devenu l'un des principaux facteurs qui donnent stabilité et l'équilibre de la planète Terre. Ainsi l'Organisation des Nations unies a désigné l'année 2002 comme l'année internationale de la montagne qui représente un grand défi et une grande opportunité pour être considérée comme une étape importante dans le long processus commençant par le haut de Rio de Janeiro en 1992 dans le but pour sensibiliser le public et assurer sa croissance tout financière, le cadre politique et institutionnel afin d'exécuter une action spécifique directement pour le développement durable des montagnes. La question va bien au-delà de 2002. Son but est d'aider les populations pauvres et marginalisées vivant dans ces régions, mettre en valeur leur patrimoine culturel, la préservation et la promotion de l'utilisation durable des ressources naturelles dans les zones de montagne

## Population
La ville de Sumapaz est purement rurale, située à 31 km de la zone urbaine de Bogota, selon le recensement de l'Hôpital de Nazareth, la ville compte environ 2 478 habitants.
Les sources officielles comme DANE, projetées pour toute la région une population comprise entre 6 982 et 12 000 habitants, selon les recensements de 1985 et 1993. Cette population est répartie sur une superficie de 88,891 hectares environ, soit le plus grand district de la ville de la capitale.

## Éducation
En 2001, Sumapaz comptait 31 institutions officielles, soit 0,9 % des établissements scolaire du district.

## Santé
La ville de Sumapaz dispose de 3 fournisseurs de services publics de santé, affectés à la Secrétaire de la Santé, dont 2 sont des centres des soins immédiats (CAMI) et 1 correspond aux unités de soins de santé primaires (Upas)

## Subdivisions
Le district de Sumapaz est composé de 3 districts contenant à eux trois 28 divisions :

### Corregimiento de San Juan de Sumapaz
Sentiers: San Juan de Sumapaz, La Union, Chorreras Tunal Alto, Basse Tunal, San Antonio, Las Vegas, Capitol, San Jose, Concepcion, El Toldo, Saint-Domingue, Lagunitas, la Nouvelle-Grenade.
La zone du village de San Juan de Sumapaz est situé au sud-ouest du parc a Sumapaz 19,795 hectares, où les villes de San Juan de Sumapaz et La Union sont le plus important.

### Corregimiento de Nazareth
Trottoirs: Nazareth, Los Rios, Auras, Las Palmas, Soupes, Taquecitos, Las Animas, Santa Rosa.

### Corregimiento de Betania
Trottoirs: Bethany, L'Isthme, tabac à priser, Raizales, pénalise, Laguna Verde.
La superficie de ces deux cantons sont situés dans le nord-est de Parc Sumapaz, compte environ 16 817 hectares et comprend la frontière entre le district de la capitale et les départements de Meta et de Cundinamarca et de développement agricole zone Usme.
Le siège de la municipalité locale de Sumapaz, est situé dans le district de Veraguas centrale, dans la zone des limites de la ville de la ville de Bogota.